# Noor Slaoui
Noor Slaoui, née le 21 janvier 1995, est une athlète équestre marocaine.
Noor Slaoui est née le 21 janvier 1995. Slaoui a commencé à monter à cheval à l'âge de quatre ans et à concourir à 19 ans. Elle a grandi à Casablanca et a déménagé en France à l'âge de 18 ans pour s'entraîner à l'École Nationale d'Équitation de Saumur,. Elle est diplômée de l'Université de Warwick avec une licence en politique et relations internationales. Elle et son entraîneuse Deborah Fellous gèrent une ferme équestre dans les Cotswolds.
En 2024, Slaoui et son étalon Cash in Hand ont été sélectionnés pour représenter le Maroc aux Jeux olympiques d'été de 2024. Elle est la première cavalière à représenter le Maroc en concours complet olympique ainsi que la première personne du Moyen-Orient et d'Afrique du Nord à participer à cette discipline aux Jeux Olympiques. Les Jeux Olympiques seront sa première compétition de championnat senior.